# Hechtia pretiosa
Hechtia pretiosa là một loài thực vật có hoa trong họ Bromeliaceae. Loài này được Espejo & López-Ferr. mô tả khoa học đầu tiên năm 2008.